# César Luena
César Luena López, né le 29 octobre 1980 à Bobadilla, est un homme politique espagnol membre du Parti socialiste ouvrier espagnol (PSOE).
Il est élu en 2003 conseiller municipal de sa ville natale, étant alors le seul élu socialiste. Il entre en 2007 au Parlement de La Rioja et se trouve parallèlement promu secrétaire à l'Organisation des Jeunesses socialistes. L'année suivante, il est élu à 27 ans au Congrès des députés.
Entre 2014 et 2016, il exerce les fonctions stratégiques de secrétaire à l'Organisation du PSOE dans la direction formée par Pedro Sánchez. Il n'est pas reconduit dans la commission exécutive après le retour de Sánchez à la tête du parti en 2017. Il est évincé en 2019 de la liste des candidats au Congrès de La Rioja mais se voit élu député européen un mois après les élections générales.

## Biographie

### Débuts en politique locale
Il étudie les sciences humaines à l'université de La Rioja, où il préside l'association des étudiants entre 1999 et 2003, ce qui le fait membre de droit du conseil scientifique. Il devient en 2002 le secrétaire général des Jeunes socialistes de La Rioja.
En 2003, il obtient sa licence et se fait élire au conseil municipal de Bobadilla, étant le seul socialiste sur les cinq conseillers municipaux.

### Ascension
Il est choisi en 2004 pour présider la Fédération des étudiants progressistes (FAEST), puis il entre au conseil scolaire de l'État en 2006.
Il est promu en 2007 secrétaire à l'Organisation des Jeunesses socialistes d'Espagne (JSE), abandonnant ainsi ses responsabilités universitaires. Au mois de mai, alors qu'il renonce à se succéder au conseil municipal, il est élu député au Parlement régional.

### Député au Congrès
Lors des élections législatives du 9 mars 2008, il est investi en tête de liste dans La Rioja en remplacement d'Ángel Martínez Sanjuán.
Au Congrès des députés, il est premier secrétaire de la commission de la Coopération internationale pour le développement, membre de la commission de l'Égalité, de la commission de la Science, qu'il quitte en 2009 pour rejoindre la commission de l'Éducation, et de la commission non-permanente pour la Sécurité routière et la Prévention des accidents de la route.
En 2010, il quitte ses fonctions de secrétaire général des Jeunes socialistes dans sa communauté autonome.
Il est réélu aux élections législatives anticipées du 20 novembre 2011, à la suite desquelles il devient porte-parole socialiste à la commission bicamérale pour les Relations avec le Défenseur du peuple, membre de la commission de l'Éducation et de la commission bicamérale pour les Relations avec le Tribunal des comptes.

### Un cadre du PSOE

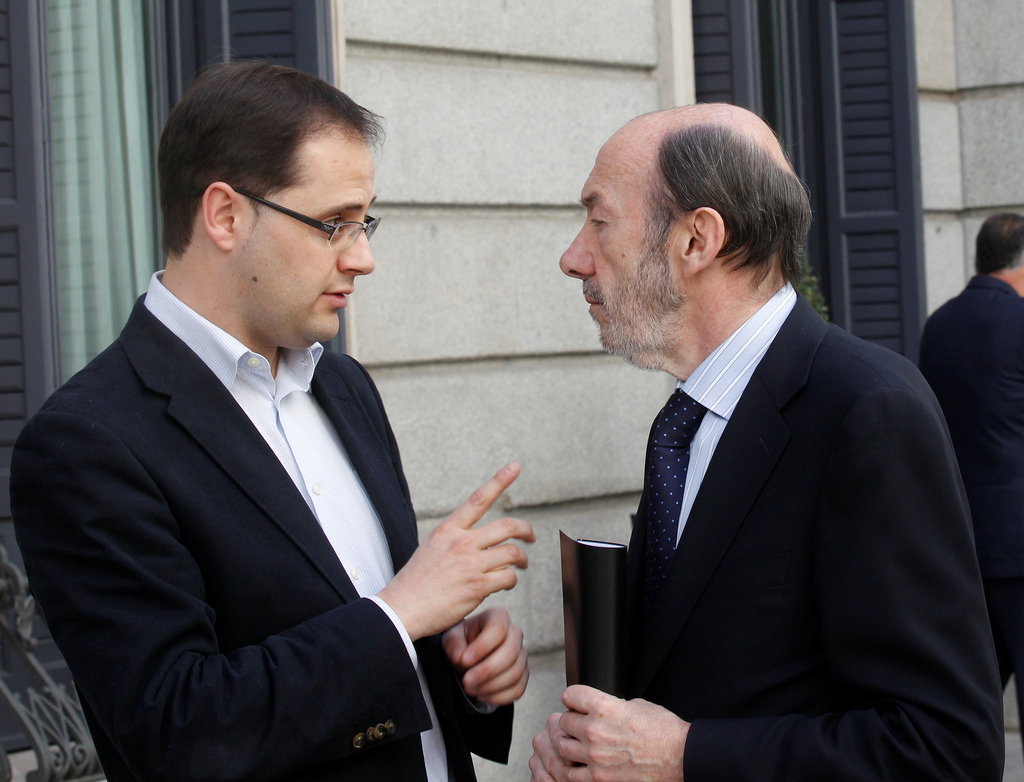
César Luena échange en 2010 avec le ministre de l'Intérieur Alfredo Pérez Rubalcaba.

Lors du XIIIe congrès régional du Parti socialiste ouvrier espagnol de La Rioja (PSOE-LR), il postule le 25 février 2012 à la succession de Francisco Martínez-Aldama, en fonction depuis 12 ans. Proche du secrétaire général fédéral Alfredo Pérez Rubalcaba, il est élu à 31 ans secrétaire général face à José Ángel Lacalzada avec 55 % des voix. Environ un an plus tard, à l'occasion d'un remaniement de la direction du groupe socialiste, il est désigné coordonnateur des initiatives territoriales.
Après avoir participé discrètement à la campagne du député madrilène Pedro Sánchez pour les primaires du 13 juillet 2014, César Luena est choisi par ce dernier pour exercer les fonctions stratégiques de secrétaire à l'Organisation. Il prend officiellement ses fonctions le 27 juillet, occupant de facto la place de « numéro deux » du parti en l'absence de vice-secrétaire général.
Le 28 septembre 2016, 17 membres de la commission exécutive fédérale du PSOE — dont la présidente Micaela Navarro, la secrétaire aux Relations internationales Carme Chacón, les dirigeants régionaux Ximo Puig et Emiliano García-Page — remettent leur démission, espérant empêcher la convocation du congrès du parti et forcer la constitution d'une direction provisoire qui impose aux députés de s'abstenir lors du vote d'investiture de Mariano Rajoy pour éviter de nouvelles élections générales. Réagissant à cette vague de départs, Luena affirme que « Pedro Sánchez est le chef du PSOE et continue de l'être » et assure que « la commission exécutive compte respecter et faire respecter les règles du parti ». La démission du secrétaire général trois jours plus tard, après avoir été désavoué par le comité fédéral, met automatiquement un terme au mandat de la commission exécutive et Luena se trouve ainsi relevé de ses fonctions.

### Après la direction du PSOE
Dans la perspective des primaires du 39e congrès fédéral, il annonce le 7 avril 2017 son intention de voter en faveur de Patxi López, qu'il présente comme « le meilleur candidat, garantie d'avenir et d'unité », et non de Sánchez, également candidat. Après la victoire de l'ancien secrétaire général, il n'est pas réintégré à la commission exécutive, puis renonce à un second mandat à la tête du PSOE de La Rioja. Francisco Ocón, proche de Sánchez, est élu pour le remplacer en juillet suivant.
Dans la perspective des élections anticipées du 28 avril 2019, il est exclu en mars de la liste des candidats au Congrès. Sur Twitter, il écrit « avoir toujours défendu que la rénovation continue des postes à responsabilité est la clé pour qu'un projet politique soit efficace ». Une semaine plus tard, il est investi en 11e position sur la liste de Josep Borrell aux élections européennes du 26 mai.
Le jour du scrutin, le PSOE remporte 20 sièges, ce qui assure son élection au Parlement européen.